# Monumento a las Víctimas del Comunismo (Washington D. C.)

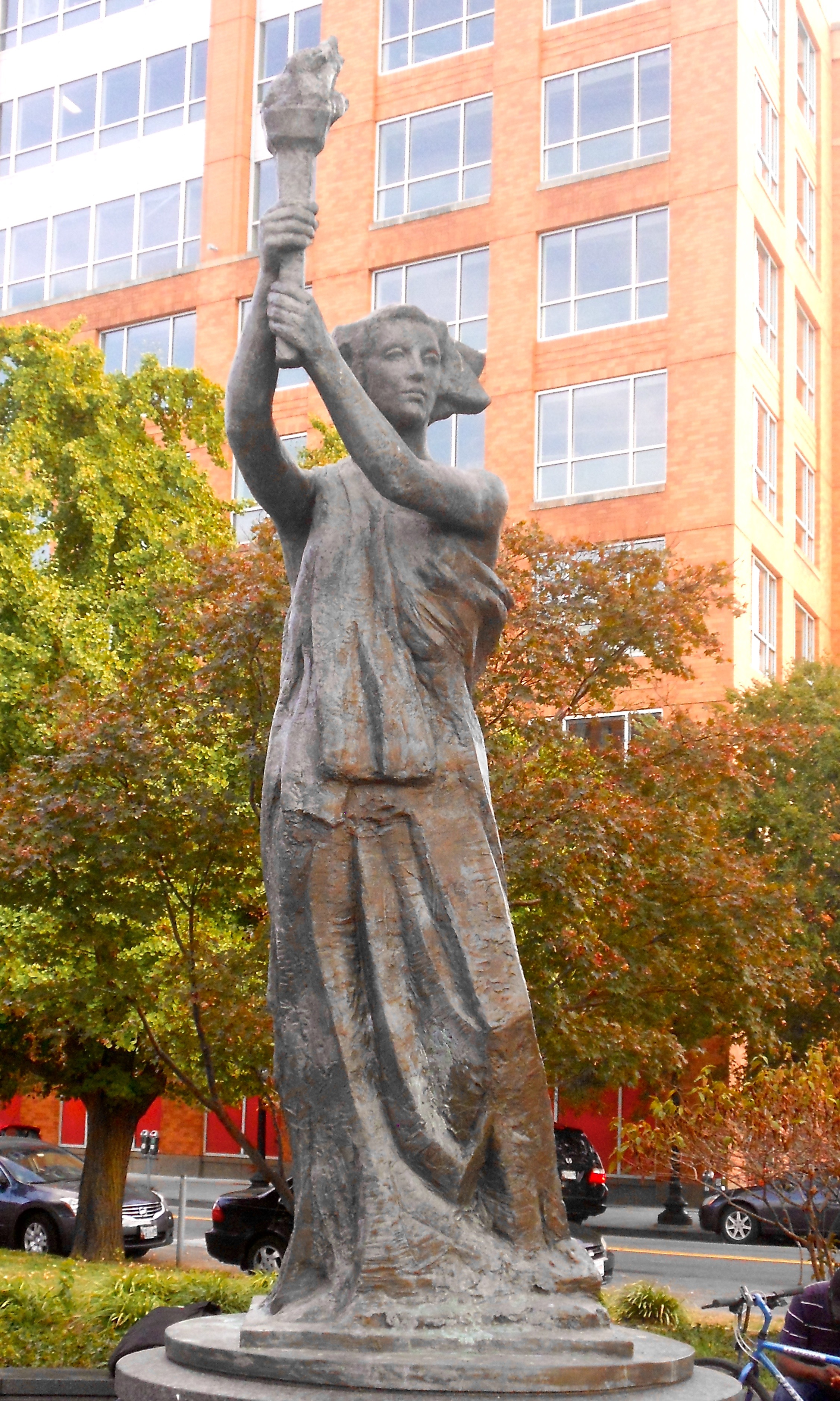
La réplica de la "Estatua de la Democracia" en Washington D. C., también conocida como el "Monumento a las Víctimas del Comunismo" por Thomas Marsh.

El Monumento a las Víctimas del Comunismo es un monumento que se encuentra en Washington D. C., situado en la intersección de la avenida de New Jersey con la avenida de Massachusetts y la calle G, en el Cuadrante Noroeste, a dos cuadras de la estación de Union Station con vistas al Capitolio de los Estados Unidos.

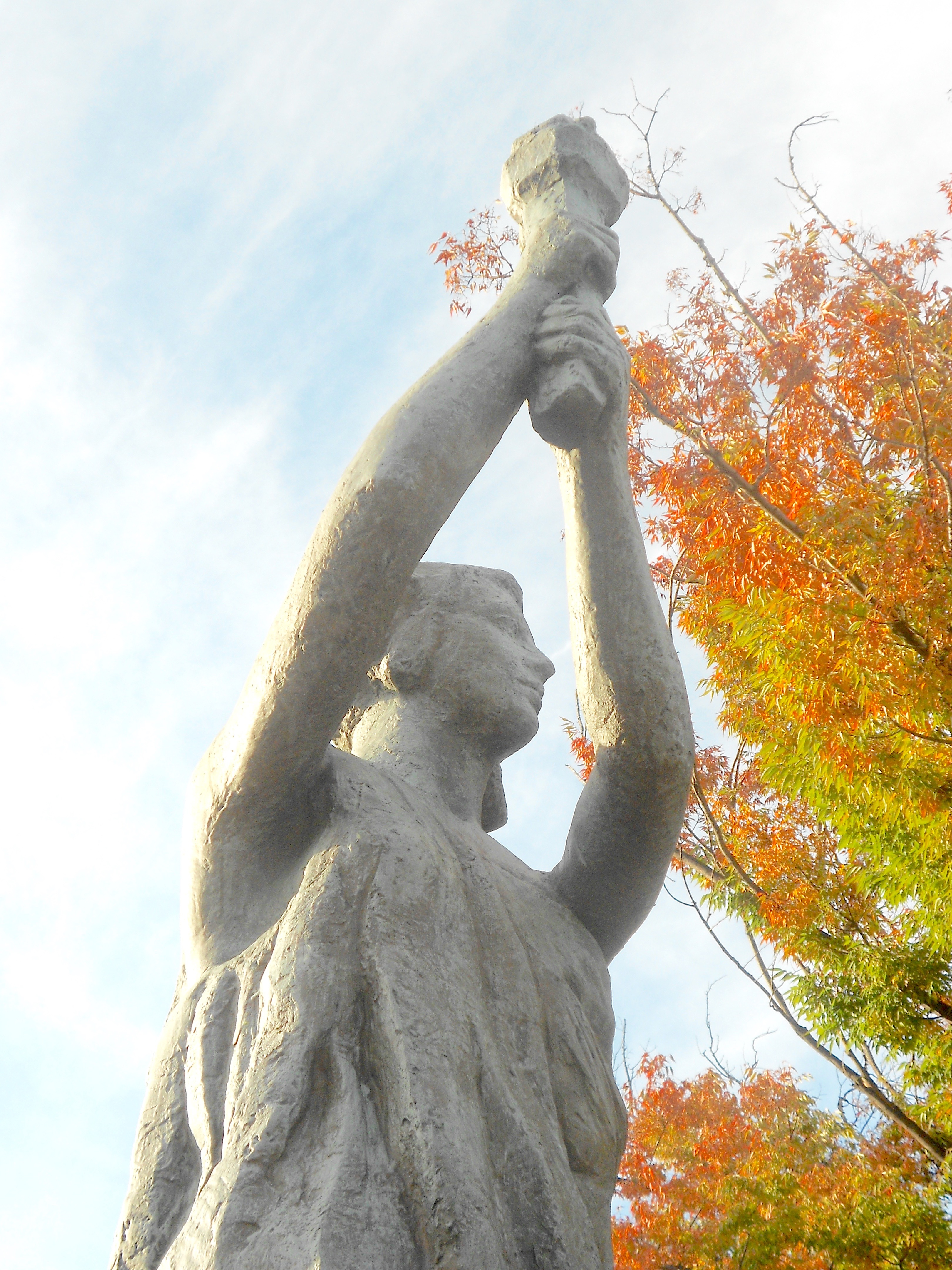

El monumento está dedicado "a los más de cien millones de víctimas del comunismo". La fundación “Victims of Communism Memorial” dice que el propósito del monumento es asegurar "que la historia de la tiranía comunista será conocida por las futuras generaciones".
El Monumento a las Víctimas del Comunismo fue dedicado por el presidente George W. Bush el 12 de junio de 2007, en el aniversario de los veinte años del discurso de presidente Ronald Reagan "tear down this wall" (“derribad ese muro”) delante del muro de Berlín.

## Descripción
El Monumento mide unos diez pies (3 m) y es una réplica de bronce, a partir de fotografías, de la Diosa de la Democracia erigida por los estudiantes durante las protestas de la Plaza de Tiananmen en 1989. El diseño del monumento y la estatua son obras del escultor Thomas Marsh. Thomas Marsh dirigió un proyecto en 1994 para volver a levantar la Diosa de la Democracia en Chinatown, San Francisco.
La inscripción dice:
(parte frontal) A los más de cien millones de víctimas del comunismo y a aquellos que aman la libertad
(parte posterior) A la libertad e independencia de todas las naciones y pueblos cautivos

## Antecedentes
El proyecto de ley HR 3000, patrocinado por los representantes Dana Rohrabacher y Tom Lantos y los senadores Claiborne Pell y Jesse Helms, para alzar el monumento fue aprobado por unanimidad el 17 de diciembre de 1993 y se convirtió en ley tras su firma por el presidente Bill Clinton, convirtiéndose en la Public Law 103-199 Sección 905. Debido a los retrasos en el establecimiento del monumento, el plazo se amplió posteriormente, a través de la Sección 326 de la Public Law 105-277, aprobada el 21 de octubre de 1998, hasta el 17 de diciembre de 2007. La Fundación “Victims of Communism Memorial Foundation” tenía instrucciones para financiar y dirigir las primeras etapas de la planificación del monumento.
En noviembre de 2005, la National Capital Planning Commission aprobó el diseño del monumento. Después de librar 825.000 dólares para costear la construcción e instalación, la ceremonia de inauguración se llevó a cabo 27 de septiembre de 2006. 

## Ceremonia de inauguración
El 12 de junio de 2007 el monumento fue inaugurado oficialmente. Entre los cientos de invitados había personas de muchos de los países que sufrieron bajo regímenes comunistas, como el poeta vietnamita Nguyen Chi Thien, el preso político chino Harry Wu, el periodista anticomunista lituano Nijole Sadūnaitė y otros. Durante la ceremonia de apertura el presidente George W. Bush se refirió a las víctimas anónimas del comunismo:

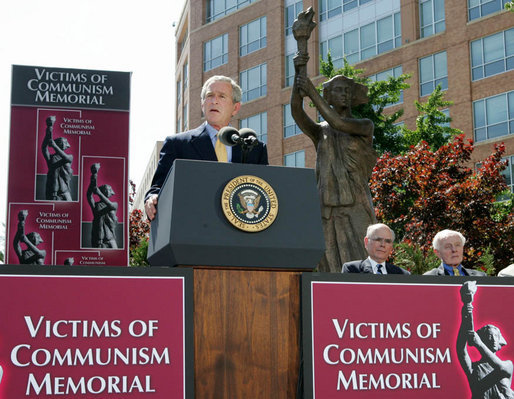
El presidente estadounidense George W. Bush dedica el Monumento a las Víctimas del Comunismo

Entre ellas están incluidos los ucranianos inocentes que murieron de hambre en la Gran Hambruna de Stalin; los rusos que murieron en las purgas de Stalin; lituanos, letones y estonios cargados en vagones de ganado y deportados a los campos de exterminio del Ártico del comunismo soviético. Se incluyen los chinos muertos en el Gran Salto Adelante y la Revolución Cultural; los camboyanos muertos en los Campos de la Muerte (Killing Fields) de Pol Pot; los alemanes orientales tiroteados al intentar escalar el muro de Berlín en busca de la libertad; los polacos masacrados en el bosque de Katyn;  los etíopes asesinados durante el "terror rojo"; los indios miskitos aniquilados por la dictadura sandinista de Nicaragua; los balseros cubanos que se ahogaron al escapar de la tiranía. 

El presidente Bush dijo también: "Nunca sabremos los nombres de todos los que perecieron, pero en este lugar sagrado, consagrado a la historia,  las víctimas desconocidas del comunismo serán recordadas para siempre. Dedicamos este monumento porque tenemos la obligación, para con los que murieron, de reconocer sus vidas y honrar su memoria." Bush equiparó el comunismo a la amenaza de terrorista que enfrentan los Estados Unidos:"Al igual que los comunistas, los terroristas y radicales que han atacado a nuestra nación son seguidores de una ideología asesina que desprecia la libertad, aplasta todo disenso, tiene ambiciones expansionistas y persigue objetivos totalitarios".
En el primer aniversario, hubo otro acto con el Comité Internacional de Crimea.  Una segunda ceremonia de conmemoración se celebró el 9 de junio de 2011 con los representantes de los grupos étnicos y religiosos que sufrieron bajo los regímenes comunistas.

## Reacciones críticas
El Chicago Tribune informó de que el monumento fue criticado por la embajada China debido a que en él se evocan las protestas de la Plaza de Tiananmen. La embajada dijo que su construcción era un "intento de difamar a China". El presidente de la Fundación Victims of Communism Memorial, Lee Edwards, dijo que no tenía conocimiento de ninguna queja oficial. 
 En respuesta a las críticas a régimen chino en la ceremonia de inauguración, un portavoz de la cancillería china acusó a los EE. UU. de impulsar una política de "guerra fría" y entrometerse en los asuntos internos de China y emitió una protesta formal.
El profesor Andrei P. Tsygankov, de la Universidad Estatal de San Francisco, califica la construcción de la estatua como una expresión del lobby anti-Rusia de Washington. La identifica como un símbolo del renacimiento de la Guerra Fría. Según el profesor Shi Yinhong, del Centro de Estudios Americanos de la Universidad Popular de China, el monumento es inadecuado: "En la historia de los países socialistas, como China y la Unión Soviética, hubo muchos acontecimientos dramáticos En los países capitalistas, también han ocurrido muchas cosas malas, pero no erigimos monumentos a las víctimas del capitalismo".
En China, el Ministerio de Relaciones Exteriores de la República Popular China presentó una severa reclamación a los Estados Unidos en respuesta a la inauguración del monumento. Un portavoz del Ministerio de Relaciones Exteriores de China dijo que "hay fuerzas políticas en Estados Unidos que todavía piensan en términos 'guerra fría' y tratan de provocar conflictos entre diferentes ideologías y sistemas sociales". Añadió que los EE. UU. no deben plantearse como objetivo "interferir en los asuntos internos de otros países y tendrían que hacer más cosas para promover el diálogo y la cooperación". El político ruso y parlamentario Gennady Ziuganov, líder del Partido Comunista de la Federación Rusa, dijo que presencia del presidente estadounidense George W. Bush en la inauguración del monumento era un "intento de torpe propaganda para desviar la atención de la opinión pública mundial de los verdaderos crímenes sangrientos del imperialismo estadounidense en general y de la actual administración en la Casa Blanca en particular". Ziugánov añadió que el monumento era inadecuado: "¿Cómo puede un presidente estadounidense inaugurarlo dada la sangre de civiles en Irak, Afganistán, Somalia, de los serbios de Kosovo, de la Bahía de Guantánamo? Las prisiones de la CIA en Europa del Este son parte de una lista negra de delitos globales".
En Ucrania hubo una reacción en el sentido de crear un museo sobre el imperialismo estadounidense en Simferopol. El líder del Partido Comunista, Leonid Grach, declaró: "Es nuestra respuesta a George Bush, que inauguró el monumento a las Víctimas del Comunismo en Washington, y al pro-occidental presidente ucraniano Viktor Yushchenko, que inició la construcción del Museo de la Ocupación Soviética en Kiev". El museo de Simferopol se centró en la represión de los nativos americanos, la esclavitud y el racismo y también destaca las intervenciones en países extranjeros.
En 2021, una recaudación de fondos en Internet para la construcción de un monumento en Ottawa para las víctimas de los regímenes comunistas, mostró que entre ellas había fascistas y colaboradores nazis. El Comité General de Croatas Unidos de Canadá compró algunos de estos "ladrillos virtuales" para dedicarlos a varios miembros de la organización fascista Ustacha, que era un estado títere de la Alemania nazi, incluido su líder Ante Pavelić. La Liga de Canadienses Ucranianos, en cambio, compró algunos ladrillos en honor de Román Shujévych, uno de los líderes del ultranacionalista Ejército Insurgente Ucraniano y uno de los organizadores de las masacres de Galitzia-Volinia de aproximadamente 100 000 polacos. El monumento ha recibido el apoyo del Primer Ministro canadiense Justin Trudeau.